# Petra Burka
Petra Burka (ur. 17 listopada 1946 w Amsterdamie) – kanadyjska łyżwiarka figurowa pochodzenia holendersko-czeskiego, startująca w konkurencji solistek. Brązowa medalistka olimpijska z Innsbrucka (1964), mistrzyni świata (1965) i dwukrotna brązowa medalistka mistrzostw świata (1964, 1966), mistrzyni Ameryki Północnej (1965) oraz trzykrotna mistrzyni Kanady (1964–1966). Następnie trenerka łyżwiarstwa figurowego i działaczka sportowa.
W 1965 roku została pierwszą solistką, która skoczyła potrójnego salchowa w zawodach międzynarodowych (mistrzostwa świata).

## Życiorys
Jej matką była łyżwiarka figurowa, trenerka i choreografka łyżwiarska pochodzenia holenderskiego, Ellen Burka (z domu Danby), ojcem artysta Czech Jan Burka. Rodzice mieli żydowskie korzenie, byli więźniami obozu koncentracyjnego Theresienstadt (niedaleko Pragi), gdzie się poznali. Obydwoje wyszli na wolność po wyzwoleniu przez armię sowiecką i pieszo udali się do oddalonego o ok. 900 km miasta rodzinnego Ellen, Amsterdamu, aby wziąć ślub na niekomunistycznej ziemi. Po narodzinach córek wyemigrowali do Kanady, gdzie rozwiedli się w latach 50. Petra i jej siostra Astrid były wychowywane po rozstaniu rodziców przez matkę w wierze chrześcijańskiej, aby uchronić je przed antysemityzmem. O żydowskiej przeszłości rodziców dowiedziały się, będąc nastolatkami.
Jej pierwszą trenerką była matka. W 1965 Petra zdobyła potrójne złoto, tzn. mistrzostwo świata, kontynentu i kraju. Podczas mistrzostw świata w tym roku została pierwszą kobietą, która wykonała potrójnego salchowa na arenie międzynarodowej (wcześniej wykonała go na mistrzostwach Kanady w 1962 roku).
Po zakończeniu kariery sportowej aktywnie promowała łyżwiarstwo figurowe we współpracy z kanadyjską federacją Skate Canada. Następnie zaczęła pracować w komercyjnym przemyśle filmowym i jako trenerka łyżwiarstwa figurowego. Osiedliła się w Toronto.

## Osiągnięcia

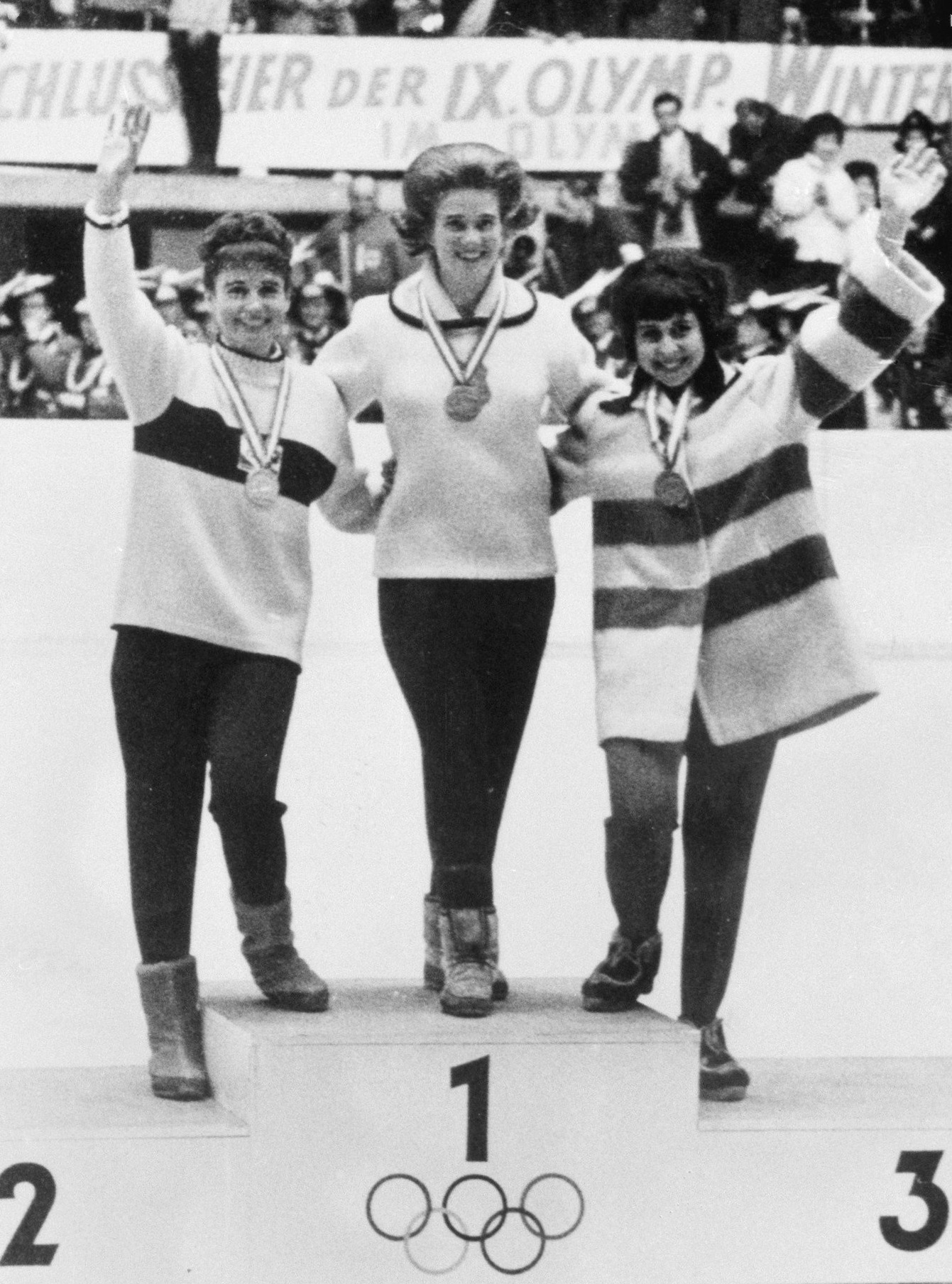
Ceremonia medalowa podczas igrzysk olimpijskich (1964); od lewej: Regine Heitzer, Sjoukje Dijkstra i Petra Burka

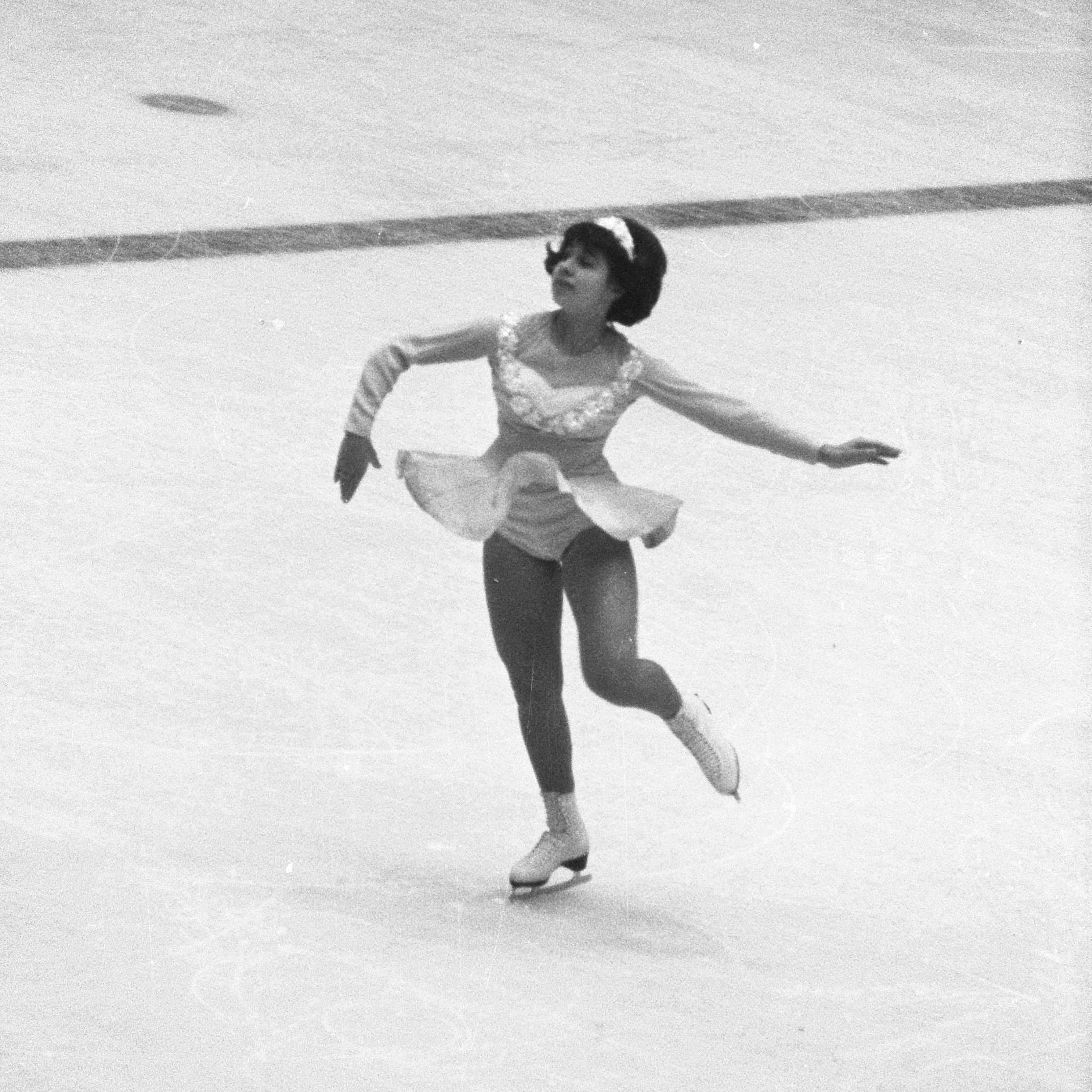
Burka podczas występu w zawodach olimpijskich (1964)

| Zawody                        | 1961           | 1962           | 1963           | 1964           | 1965           | 1966           |                |                |                |                |                |                |                |                |                |                |                |
| Międzynarodowe                | Międzynarodowe | Międzynarodowe | Międzynarodowe | Międzynarodowe | Międzynarodowe | Międzynarodowe | Międzynarodowe | Międzynarodowe | Międzynarodowe | Międzynarodowe | Międzynarodowe | Międzynarodowe | Międzynarodowe | Międzynarodowe | Międzynarodowe | Międzynarodowe | Międzynarodowe |
| ----------------------------- | -------------- | -------------- | -------------- | -------------- | -------------- | -------------- | -------------- | -------------- | -------------- | -------------- | -------------- | -------------- | -------------- | -------------- | -------------- | -------------- | -------------- |
| Igrzyska olimpijskie          |                |                |                | 3              |                |                |                |                |                |                |                |                |                |                |                |                |                |
| Mistrzostwa świata            |                | 4              | 5              | 3              | 1              | 3              |                |                |                |                |                |                |                |                |                |                |                |
| Mistrzostwa Ameryki Północnej |                |                | 2              |                | 1              |                |                |                |                |                |                |                |                |                |                |                |                |
| Krajowe                       |                |                |                |                |                |                |                |                |                |                |                |                |                |                |                |                |                |
| Mistrzostwa Kanady            | 1 J            | 2              | 2              | 1              | 1              | 1              |                |                |                |                |                |                |                |                |                |                |                |

## Nagrody i osiągnięcia
- Galeria Sławy Skate Canada – 1997[9]
- Galeria Sławy Legend Sportu Ontario – 1995[9]
- Galeria Sławy Kanadyjskiego Komitetu Olimpijskiego – 1972[9]
- Kanadyjska Galeria Sławy Sportu – 1966[9]
- Lou Marsh Trophy – 1965[5]
- Sportsmenka Roku Kanady – 1965[5]
- Sportsmenka Roku Kanady – 1964[5]